# Curcuma prasina
Curcuma prasina là một loài thực vật có hoa trong họ Gừng. Loài này được Jana Leong-Škorničková mô tả khoa học đầu tiên năm 2017. Mẫu định danh: D.J.Middleton, C.Hemrat, P.Karaket, S.Suddee & P.Triboun 5889; thu thập ngày 15 tháng 8 năm 2015 ở cao độ 320 m tại Khu bảo tồn thiên nhiên Phu Wua (tọa độ 18°14′6″B 103°57′47″Đ / 18,235°B 103,96306°Đ), huyện Bung Khla, tỉnh Bueng Kan.

## Phân bố
Loài này có tại tỉnh Bueng Kan, đông bắc Thái Lan.

## Mô tả
Nó khác với các loài tương tự khác thuộc phân chi Hitcheniopsis trong chi Curcuma ở Thái Lan ở chỗ các cụm hoa chỉ bao gồm các lá bắc màu xanh lục (không có lá bắc mào màu trắng), nhị lép màu tía, cánh môi màu tía với phần giữa màu vàng tươi kéo dài từ gốc đến khoảng hai phần ba cánh môi về hướng đỉnh.